# 유전 알고리즘
유전 알고리즘(Genetic Algorithm)은 자연세계의 진화과정에 기초한 계산 모델로서 존 홀랜드(John Holland)에 의해서 1975년에 개발된 전역 최적화 기법으로, 최적화 문제를 해결하는 기법의 하나이다. 생물의 진화를 모방한 진화 연산의 대표적인 기법으로, 실제 진화의 과정에서 많은 부분을 차용(채용)하였으며, 변이(돌연변이), 교배 연산 등이 존재한다. 또한 세대, 인구 등의 용어도 문제 풀이 과정에서 사용된다.

## 개요
유전 알고리즘은 자연계의 생물 유전학에 기본 이론을 두며, 병렬적이고 전역적인 탐색 알고리즘으로서, 다윈의 적자생존 이론을 기본 개념으로 한다. 유전 알고리즘은 풀고자 하는 문제에 대한 가능한 해들을 정해진 형태의 자료구조로 표현한 다음, 이들을 점차적으로 변형함으로써 점점 더 좋은 해들을 만들어 낸다. 여기에서 해들을 나타내는 자료구조는 유전자, 이들을 변형함으로써 점점 더 좋은 해를 만들어 내는 과정은 진화로 표현할 수 있다.
달리 표현하면, 유전 알고리즘은 어떤 미지의 함수 Y = f(x)를 최적화하는 해 x를 찾기 위해, 진화를 모방한(Simulated evolution) 탐색 알고리즘이라고 말할 수 있다.
유전 알고리즘은 특정한 문제를 풀기 위한 알고리즘이라기 보다는 문제를 풀기 위한 접근방법에 가까우며, 유전 알고리즘에서 사용할 수 있는 형식으로 바꾸어 표현할 수 있는 모든 문제에 대해서 적용할 수 있다. 일반적으로 문제가 계산 불가능할 정도로 지나치게 복잡할 경우 유전 알고리즘을 통하여, 실제 최적해를 구하지는 못하더라도 최적해에 가까운 답을 얻기 위한 방안으로써 접근할 수 있다. 이 경우 해당 문제를 푸는 데 최적화되어 있는 알고리즘보다 좋은 성능을 보여주지는 못하지만, 대부분 받아들일 수 있는 수준의 해를 보여줄 수 있다.
이러한 생물의 진화 과정, 즉 자연 선택과 유전 법칙 등을 모방한 알고리즘들로 진화 전략(Evolutionary strategies), 유전 프로그래밍(Genetic programming) 등 여러 형태의 이론과 기법들이 최근에 활발히 연구되고 있다. 유전 알고리즘은 이 중에서 가장 기본이 되고 대표적인 알고리즘으로, 자연과학/공학 및 인문 사회 과학 분야에서 비선형 또는 계산 불가능한 복잡한 문제를 해결하는 데 널리 응용되고 있다.

## 구성

### 요구 조건
유전 알고리즘을 어떤 문제에 적용하기 위해서는 해를 유전자의 형식으로 표현할 수 있어야 하며, 이 해가 얼마나 적합한지를 적합도 함수를 통해 계산할 수 있어야 한다. 일반 생명체의 특성이 유전체의 집합인 유전자로 나타나는 것과 같이, 유전 알고리즘에서는 해의 특성을 숫자의 배열이나 문자열과 같은 자료 구조를 통해서 표시하게 된다. 적합도 함수는 이렇게 나타내어진 해가 얼마나 문제의 답으로 적합한지를 평가하기 위한 함수이다. 이는 실세계의 생명체가 유전적 특성에 따라 환경에 얼마나 잘 적응할 수 있는지가 결정되는 것과 비교할 수 있다.

### 흐름
어떤 문제에 대해 유전자 형식이 정의되었다면, 어떤 해들의 유전자들을 서로 조합함으로써 기존의 해로부터 새로운 해를 만들어낼 수 있다. 이런 조합 연산은 교배(Crossover)에 비유할 수 있다. 우수한 해들을 선택하여 이들을 교배하면, 만들어진 해는 우수한 해들이 가지는 특성을 물려받을 가능성이 높게 된다. 우수한 해의 선택에는 앞에서 정의한 적합도 함수를 이용할 수 있으며, 적합도가 높은 해가 선택될 확률을 높게 만들면, 보다 나은 유전자를 가진 해가 다음 세대에 자신의 유전자를 넘겨줄 확률이 높게 되고, 따라서 다음 세대의 해들은 최적해에 점차 가까워지게 된다. 또 비록 교배를 통해 후손을 남기지 못하더라도, 변이를 통해 새로운 유전자를 형성하여 다음 세대로 넘겨주도록 할 수 있으며, 이는 지역 최적점에 빠지지 않도록 하는 주요한 기법이다.
해들을 교배하기 위해서는 아담과 하와처럼 초기 해의 집단이 필요하다. 초기해 집단은 단지 이후의 해를 구하는 데 있어 필요한 초기 개체로서의 역할만을 위한 것이므로, 우수한 해들로 이루어질 필요는 없다. 일반적으로는 유전자를 랜덤하게 생성하여 초기 해 집단을 구성한다. 초기해 집단이 구성되면, 이들 내부의 해의 교배를 통해 다음 세대의 해의 집합을 생성하게 되며, 이를 세대를 거듭하면서 반복해 가면, 해들은 점점 정답에 가까워지게 된다.
유전 알고리즘이 전역 최적해를 구하려면, 많은 인구를 유지하면서 많은 세대를 내려갈 필요가 있다. 따라서, 대부분의 경우는 세대가 일정 수준 진행되었거나, 해가 특정 범위에 들게되면 알고리즘을 종료하게 된다.

## 연산
유전 알고리즘은 선택, 교차, 변이, 대치 등 몇가지 주요 연산으로 구성된다.

### 선택
한 세대에서 다음 세대로 전해지는 해의 후보가 되는 해들을 선택한다. 선택 방법에는 균등 비례 룰렛 휠 선택, 토너먼트 선택, 순위 기반 선택 등이 있다.
해의 선택은 유전 알고리즘의 성능에 큰 영향을 미친다. 어떤 방법을 쓰느냐에 따라 최적해로 다가가는 속도가 더디게 되거나, 아니면 지역 최적해에 빠지는 경우가 생길 수도 있기 때문이다. 또는 우수한 해가 보유한 나쁜 인자가 전체 인구에 퍼지거나, 반대로 나쁜 해가 보유한 우수한 인자가 영구히 사장될 수도 있다. 따라서 어떤 해를 선택하는지는 유전 알고리즘의 성능을 위해서 중요한 요소라고 할 수 있다.
일반적으로는 가장 좋은 해의 순으로 선택될 확률을 높게 부여하는 방법이 많이 사용된다. 이는 반대로 말하면, 나쁜 해라 할지라도 그 해에 포함된 좋은 인자를 퍼뜨릴 기회를 준다고 볼 수 있다. 현 세대에서 가장 좋은 해라 할지라도 실제로는 지역 최적해에 가까운 해일 수도 있고, 반대로 좋지 않은 해라 할지라도 전역 최적해에는 더 가까울 수도 있기 때문이다. 실제로 전역 최적해가 어디에 있는지는 알 수 없는 일이므로, 가능한 해들의 평균적인 적합도를 높여 가면서도 유전자의 다양성을 유지하는 것이 지역 최적해에 빠지는 것을 가능한 한 방지하는 방법이며, 이는 실세계의 생명체들 역시 유전적 다양성을 유지하는 종이 장기적인 생존 가능성이 높은 것과 비견할 수 있다.

### 교차
생명체는 세대 내에서의 교배를 통해 다음 세대를 생성한다. 이와 마찬가지로 유전 알고리즘에서 자연 선택된 해들은 교배를 통하여 다음 세대의 해들을 생성하게 된다. 일반적으로 두 개의 해를 선택한 후 둘 간에 교배 연산을 수행하게 되며, 이를 통해 생성된 해는 각각의 부모 해의 교차 연산을 통해서 서로 겹치지 않는 위치의 유전인자를 받아 새로운 유전자를 구성하게 된다.
실제 생명체의 염색체가 재조합되는 과정에서 부모 염색체의 일부분이 특정 위치를 기준으로 서로 바뀌어 결합되는 경우가 있는데, 이 현상을 교차라고 한다. 유전 알고리즘의 교차 연산은 이 현상을 본따, 부모 해의 유전자들을 서로 교차시켜서 자식해를 만들어낸다. 교차 연산의 실제 수행 방법은 비트 단위 교차에서부터 블록 단위 교차까지 다양한 방법으로 구현할 수 있으며, 교차를 한 번만 수행할지 전 영역에 대해서 교차시킬지 역시 결정할 수 있다.
또한 모든 해에 대해 교차연산을 수행할 경우 우수한 해가 다른 해와의 교배를 통해서 우수성을 잃어버림에 따라 세대의 최고 우수해가 보존되지 않는 상황이 발생할 수 있다. 이런 경우를 방지하기 위하여 교차를 확률적으로 수행하여 우수한 해가 변형되지 않고 그대로 다음 세대에 전해질 확률을 부여하는 방법도 사용된다.

### 변이
일반 생명체에서, 유전자의 교배 뿐 아니라, 하나의 유전자가 직접적으로 변이를 일으켜서 주어진 환경에서 살아남을 확률 역시 존재한다. 변이 연산은 주어진 해의 유전자 내의 유전 인자의 순서 혹은 값이 임의로 변경되어 다른 해로 변형되는 연산이다. 해의 유전자들을 가상의 공간에 맵핑할 경우 교배 연산은 부모해들 사이의 어떤 지점에 자식해를 생성하는 것이라고 볼 수 있다면, 변이 연산은 임의의 위치로 점프하는 것에 비견할 수 있다. 따라서 약간의 확률로 변이 연산을 수행시켜 주는 것은 전체 세대가 함께 지역 최적해에 빠져드는 경우를 방지하기 위한 주요한 기법이 될 수 있으며, 해집단의 다양성을 높여준다.

### 대치
교차·변이 등을 거쳐서 만들어진 새로운 해를 해집단에 추가하고, 기존 해 중 열등한 해를 가려내서 제외시키는 연산이다. 가장 품질이 나쁜 해를 대치하는 방법, 새로운 해의 부모해 중에서 새로운 해와 가장 비슷한 해를 대치시키는 방법(해집단의 다양성을 유지하기 위함) 등이 있다.

## 예
{1, 5, 6, 8, 3, 7, 3, 5, 9, 0} 중 3개를 골라서 20으로 만드는 문제가 있다고 하자. 여기서 유전체는 각 숫자이며, 각 해의 유전자는 (1,5,3)와 같이 유전체 3개의 집합으로 이루어진다. 적합도 함수를 20과 얼마나 가까운지를 나타내는 값으로 둔다면, (1,5,3)에 대한 적합도는 f( (1,5,3) ) = 11이 된다.
먼저 첫 세대를 아무렇게나 생성한다. 첫 세대가 만약 { (1,5,3) (8,0,9) (9,9,8) (3,7,5) }으로 형성되었다고 하자. 각각의 적합도를 구하면, { 11, 3, 6, 5 }이 되며, 이 값이 높을수록 20에서 멀기 때문에 해로서 부적당하다는 것을 의미하며, 따라서 세대를 거침에 따라 살아남을 확률이 낮게 된다.
다음 세대를 형성하기 위해, 이 세대의 개체중 2개의 유전자를 선택한다. 이때 선택은 적합도를 기준으로 확률적으로 선택한다. (룰렛 알고리즘이 자주 쓰인다) 위의 예에서 적합도가 3인 (8,0,9)는 적합도가 6인 (9,9,8)에 비해 훨씬 높은 선택 기회를 가진다. 선택된 2개의 유전자의 유전체는 랜덤한 위치에서 교환되어 새로운 세대가 형성된다. 예로 (8,0,9), (9,9,8) 이 선택되었고 교배위치가 첫번째 자리로 무작위로 결정되었다면 다음 세대의 개체는 (8,9,8), (9,0,9)가 되며, 각각의 적합도는 5, 2가 된다.

## 관련 기법
- 개미 집단 최적화 (ACO): 먹이를 찾아다니는 개미 집단의 행동에서 영감을 얻은 기법이다.
- 담금질 기법 (SA): 해를 하나만 사용한다는 점이 가장 큰 차이점이다.
- 미미틱 알고리즘: 지역 탐색 기법과 유전 알고리즘을 결합하여 빠른 시간 안에 좋은 해를 찾아내려고 하는 방법이다.
- 유전 프로그래밍: 교차와 변이를 사용하는 등 유전 알고리즘과 많이 닮은 기법이다. 해를 프로그램으로 표현한다는 점이 특징이다.
- 진화 연산: 생물의 진화에서 영감을 얻은 기법의 총칭이다. 현재는 진화 연산에 속하는 기법들의 차이가 점점 없어지고 있다.
- 진화 전략: 교차를 사용하지 않고 변이에 의존하는 탐색 기법이다.
- 진화 프로그래밍: 변이를 주로 사용하는 기법으로 진화 전략과 유사하다. 초기에는 해를 유한 오토마타로 나타내었고 지금도 고정된 표현을 쓰지 않는 것이 특징이다.

## 같이 보기
- 유전 프로그래밍
- 파티클 필터
- 보편적 다윈이론

## 참고 문헌
- 존 홀랜드 (1975). 《Adaptation in Natural and Artificial Systems》. University of Michigan Press. ISBN 978-0-262-58111-0.
- 데이비드 골드버그 (1989). 《Genetic algorithms in search, optimization and machine learning》. Addison Wesley. ISBN 978-0-201-15767-3.
- 데이비드 골드버그 (2002). 《The Design of Innovation (Genetic Algorithms and Evolutionary Computation)》. Springer. ISBN 978-1-4020-7098-3.
- 멜라니 미첼 (1998). 《An Introduction to Genetic Algorithms》. The MIT Press. ISBN 978-0-262-63185-3.
- Zbigniew Michalewicz (1998). 《Genetic Algorithms + Data Structures = Evolution Programs》. Springer. ISBN 978-3-540-60676-5.
- 문병로 (2008). 《쉽게 배우는 유전 알고리즘:진화적 접근법》. 한빛미디어. ISBN 978-89-7914-576-2.
- 김효일, 진강규, 전승환 (2012). 《LabVIEW로 배우는 유전 알고리즘》. 인피니티북스. ISBN 978-89-92649-80-3.
- 정환묵. “유전자 알고리즘”.